# Sertânia
Sertânia es un municipio brasileño del estado de Pernambuco. Tiene una población estimada al 2020 de 36 050 habitantes.

## Historia
El actual territorio del municipio era habitado, inicialmente, por los indios cariris (piripães, caraíbas, rodelas, jeritacés, todos de la nación Tapuia); todos ya eran semi-civilizados cuando se inició el poblamiento de la localidad. La captura y el aprisionamiento de los indios para el trabajo en la actividad ganadera fue el marco del poblamiento del territorio. Hay indicios de que los holandeses ya habían pisado la región durante la Insurrección Pernambucana, buscando ayuda de los indios cariris para la lucha contra los portugueses.
En 1792, Antão Alves, natural del municipio pernambucano de Vitória de Santo Antão, se mudó al poblado de Moxotó, para comenzar un negocio. Se estableció con la hija del portugués Raimundo Ferreira de Brito, Doña Catarina, y formó una hacienda ganadera en las tierras del señor portugués. En el inicio del siglo XIX, Antão Alves inicia la construcción de una iglesia dedicada a nuestra Señora de la Concepción.
El poblamiento de las tierras del municipio se dio alrededor de la iglesia, como de costumbre en la población nordestina, que siempre se establecía en locales donde hubiera iglesia o cerca de lagos y ríos. En este caso, la existencia del río Moxotó favoreció el crecimiento del poblado.
El municipio de Sertânia fue elevado a la categoría de distrito en 1942, bajo el nombre de Alagoa de Baixo. El mismo día fue creada la freguesia, cuya sede fue transferida para el poblado de Jeritacó.